# Mount Lebanon (Pennsylvania)
Mount Lebanon ist der Name einer Township und Gemeinde (Home Rule Municipality) im Allegheny County im US-Bundesstaat Pennsylvania. Laut Volkszählung im Jahr 2010 hatte sie eine Einwohnerzahl von 33.137 auf einer Fläche von 15,8 km². Sie ist Teil der Metropolregion Pittsburgh und ein Vorort.

## Geschichte
Das 1912 als Mount Lebanon gegründete Township war zunächst eine landwirtschaftliche Gemeinde. Mit der Ankunft der ersten Straßenbahnlinien und dem Wachstum von Pittsburgh, beides Anfang des 20. Jahrhunderts, wurde es zu einem Vorort, der den Bewohnern die Möglichkeit bot, in die Innenstadt von Pittsburgh zu pendeln. Darüber hinaus ermöglichte die Eröffnung des Liberty-Tunnels im Jahr 1924 eine einfache Autoanbindung nach Pittsburgh. Im Jahr 1975 wurde das umbenannte Mt. Lebanon eine Home Rule municipality.

## Demografie
Nach einer Schätzung von 2019 leben in Mt. Lebanon 31.927 Menschen. Die Bevölkerung teilt sich im selben Jahr auf in 92,6 % Weiße, 1,2 % Afroamerikaner, 0,2 % amerikanische Ureinwohner, 3,8 % Asiaten und 1,8 % mit zwei oder mehr Ethnizitäten. Hispanics oder Latinos aller Ethnien machten 1,7 % der Bevölkerung aus. Das mittlere Haushaltseinkommen lag bei 100.011 US-Dollar und die Armutsquote bei 4,8 %.

## Söhne und Töchter
- Kurt Angle (* 1968), Ringer und Wrestler
- Dave Filoni (* 1974), Filmemacher
- Joe Manganiello (* 1976), Filmschauspieler